# František Michal z Martinic
František Michal hrabě Bořita z Martinic (německy Franz Michael Graf von Martinitz; 9. srpna 1704 – 27. ledna 1773 Praha) byl český šlechtic ze smečenské pošlosti Martiniců. Od mládí působil v zemské správě Českého království, uplatnil se také jako diplomat a dvořan ve službách Habsburků. Jeho hlavním sídlem byl zámek ve Smečně.

## Život
Pocházel ze staré české šlechtické rodiny Martiniců, narodil se jako syn významného diplomata a neapolského místokrále Jiřího Adama z Martinic (1650–1714) a jeho druhé manželky Marie Josefy, rozené hraběnky ze Šternberka. Po studiích absolvoval kavalírskou cestu, doložený je například jeho pobyt v Lotrinsku. Po návratu se začal uplatňovat v nižších úřadech zemské správy Českého království, v letech 1727–1729 zastával úřad rady apelačního soudu, poté byl přísedícím komorního soudu. V roce 1736 byl členem mimořádné diplomatické mise do Portugalska. Po zasnoubení arcivévodkyně a pozdější panovnice Marie Terezie s lotrinským vévodou Františkem Štěpánem byl vyslán s oznámením zásnub do Bruselu k místodržitelce Rakouského Nizozemí arcivévodkyni Marii Alžbětě. Po návratu z diplomatických cest byl jmenován členem sboru místodržících Českého království (1737), stal se tajným radou a nejvyšším hofmistrem arcivévodkyně Marii Magdaleny. Po jejím úmrtí již žádnou další vyšší funkci nezískal a pobýval převážně na svých statcích v Čechách. Zemřel v Praze.

## Rodinné a majetkové poměry

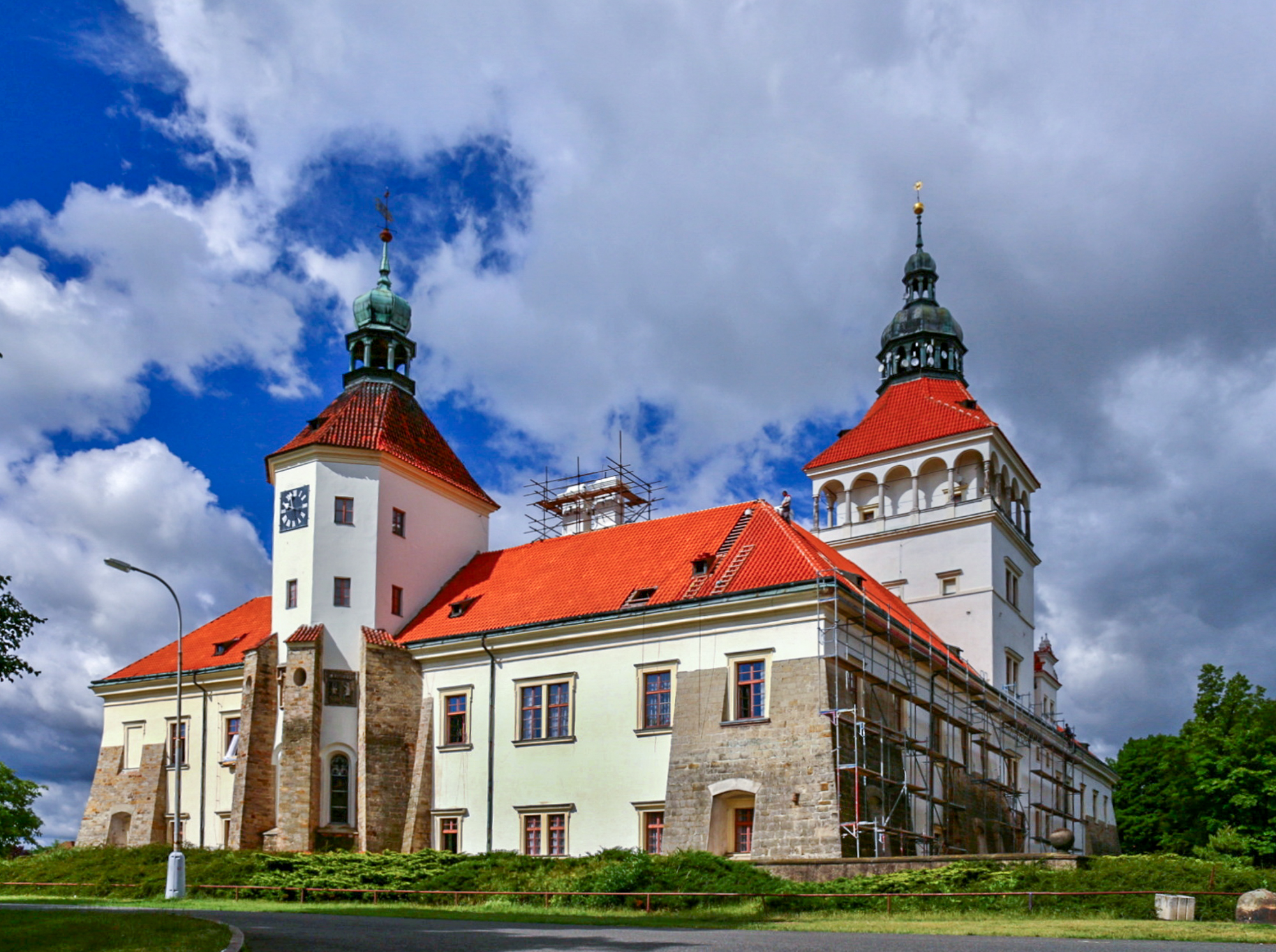
Zámek Smečno, hlavní rodové sídlo Martiniců

Jako mladší syn zdědil po otci nejprve jen menší statky Hlušice a Humburky ve východních Čechách. Tento majetek později prodal, když v roce 1735 po starším bratru Adolfu Bernardovi převzal stěžejní martinické dědictví, fideikomis Smečno s městem Slaný a Martinický palác na Hradčanech. V roce 1739 navíc po mladším předčasně zemřelém bratru Josefu Antonínovi (1710–1739) zdědil panství Budenice nedaleko od Slaného. Budenické panství prodal v roce 1748 svému švagrovi Filipovi Kinskému. Svou pozornost zaměřil František Michael z Martinic na stavební úpravy zámku ve Smečně, které probíhaly průběžně v exteriérech i interiérech po celou dobu jeho vlády. Do svých služeb povolal významného sochaře Ignáce Františka Platzera, který je autorem sochařské výzdoby zámeckého parku. Platzerovým dílem je také hodnotný barokní oltář ve smečenském kostele Nejsvětější Trojice a sousoší Nejsvětější Trojice v prostoru mezi zámkem a kostelem (obojí financováno hrabětem Martinicem). František Michael z Martinic zemřel bez mužského potomstva a Smečno zdědil jeho vzdálený příbuzný František Karel (1733–1789; vnuk Maxmiliána Quidobalda z Martinic), který byl posledním mužským potomkem Martiniců.
František Michael byl dvakrát ženatý. Poprvé se oženil v roce 1726 s hraběnkou Marií Zuzanou Nosticovou (1707–1758), dámou Řádu hvězdového kříže z rokytnické linie Nosticů. Krátce po ovdovění se ještě v roce 1758 oženil podruhé s hraběnkou Marií Annou ze Šternberka (1741–1818), taktéž dámou Řádu hvězdového kříže, dcerou nejvyššího maršálka Českého království Františka Adama ze Šternberka. Z prvního manželství se narodilo sedm potomků, z nichž pět zemřelo v dětském věku. Ze synů se dospělosti dožil jen nejstarší syn Adolf (1730–1753), který však zemřel týden před plánovanou svatbou. Z dcer přežila jen Marie Anna (1737–1810), provdaná od roku 1760 za císařského komořího Michaela Ottu hraběte z Althannu. Při rozdělování dědictví po vymření Martiniců v mužské linii (1789) obdržela jako podíl panství Ahníkov a Prunéřov v severních Čechách.
Díky sňatkům svých sester měl příbuzenské vazby na významné osobnosti Habsburské monarchie. Starší sestra Marie Karolína (1700–1785) byla provdána za českého nejvyššího kancléře hraběte Filipa Josefa Kinského (1700–1749), mladší sestra Marie Filipína (1705–1760) byla manželkou císařského polního maršála hraběte Maxmiliána Browne (1705–1757).